# Callicebus personatus
El tití enmascarado, guigó, sauá o tití del Atántico (Callicebus personatus) es un primate platirrino de la familia de los pitécidos.

## Distribución
Vive en el oriente de Brasil, en la Mata Atlántica, en bosques dispersos de los estados de Bahía, Minas Gerais, Río de Janeiro y São Paulo. La especie surgió por especiación alopátrica de Callicebus moloch. 

## Descripción

### Dimensiones
Mide en promedio 95 cm de longitud, de los cuales más de la mitad son para la cola. Su peso medio es de 1,3 kg.

### Aspecto
El pelo del cuerpo es de color castaño claro a amarillo dorado, pero es negro en la cabeza, las orejas y en la melena que crece en las mejillas y la garganta, por lo cual recibe el nombre de "enmascarado".

## Biología
Es diurno y arbóreo. Viven en pequeños grupos constituidos por una pareja y su descendencia de diferentes edades; el tamaño de los grupos rara vez supera cinco individuos. Durante la noche duermen en 
previamente seleccionados, con las colas de unos y otras enredadas. Al amanecer, cuando el grupo sale en busca de alimento, los machos adultos son siempre los últimos en abandonar el árbol dormitorio. Loa grupos que ocupan los diferentes territorios se notifican la posesión a través de una variedad de vocalizaciones y es raro que los grupos se reúnan. En caso de intrusión, estos animales defienden su territorio con vigor, con vocalizaciones agresivas y las expresiones faciales, pero la lucha directa es rara, aunque a veces hay batallas violentas.

### Alimentación
Su dieta se basa principalmente en frutas, pero también se puede comer alimentos de origen animal, tales como insectos (utilizan palos de madera para sacarlos de sus escondites), huevos y pequeños vertebrados.
Un comportamiento característico de estos animales es la geofagia, aunque en forma esporádica; en particular se ha observado también que comen trozos de madera o termitas en proceso de descomposición.

### Reproducción
La gestación dura 5 a 6 meses, al término de los cuales la hembra da a uz una sola cría, generalmente entre agosto y octubre. La crianza es atendida principalmente por el padre, que deja a la cría con la madre sólo para la lactancia, cada 2 o 3 horas. A veces un hombre puede ser ayudado por otros pequeñuelos en sus tareas.
Los jóvenes son destetados a los alrededor de 3 a 4 meses de edad es poco común, pero no abandonan su grupo antes de que finalice el tercer año de vida, tras la madurez sexual. 
La esperanza de vida observada en cautividad es de alrededor de 25 años de edad.